# Уркхарт, Томас
Томас Уркхарт или Э́ркарт (англ. Thomas Urquhart, 1611 — ок. 1660) — английский (шотландский по происхождению) писатель и переводчик, языковой экспериментатор, создатель одного из вариантов универсального языка.

## Биография
Родился во владениях клана Кромарти в Хайленде. Учился в Кингз Колледже Абердинского университета. В 1639 участвовал в восстании роялистов против ковенантеров в Турриффе, за что король Карл I пожаловал ему рыцарское звание. Дебютировал в печати сборником эпиграмм (1641). В 1648 вновь принимал участие в восстании роялистов, парламент провозгласил его предателем. Участвовал в военном походе Карла II с континента в Британию, сражался в битве при Вустере (1651). Сторонники короля потерпели поражение, Уркхарт был заключен в тюрьму — сначала в лондонский Тауэр, затем в Виндзорский замок. Потерял все рукописи, его имущество было конфисковано. Тем не менее, ему оставили возможность публиковаться, а в 1652 Кромвель освободил его под честное слово. После этого он опубликовал проект всемирного языка Логопандектесион (1653) и свою самую знаменитую работу — перевод романа Франсуа Рабле «Гаргантюа и Пантагрюэль» (первая и вторая книги — 1653, книга третья — 1693).
Занимался генеалогией.
О последних годах его жизни известно очень мало, дата кончины условна. По одной из легенд, он умер от смеха, получив известия о реставрации Карла II в 1660.

## Творчество и влияние
Причудливый стиль Уркхарта сопоставляют с манерой его современника Томаса Брауна. Борхес считал, что уркхартовский перевод Рабле повлиял на стилистику перевода сказок Тысяча и одной ночи Ричардом Бёртоном.

## Посмертная судьба
Шотландский писатель Аласдер Грей сделал эксцентричного Уркхарта героем новеллы Логопандоксия сэра Томаса (опубл. в сборнике Рассказы, большей частью невероятные, 1983). Кроме того, он — герой романа другого шотландского автора Эндрю Друммонда Пособие по волапюку (2006).